# Agrochola mansuetella
Agrochola mansuetella là một loài bướm đêm trong họ Noctuidae.